# Estadi de Mendizorrotza
L'Estadi de Mendizorrotza (Mendizorroza en castellà) és un estadi de futbol de la ciutat de Vitòria, al País Basc. Fou inaugurat el 27 d'abril de 1924 i hi juga els seus partits com a local el Deportivo Alavés. L'estadi té una capacitat de 19.900 espectadors i unes dimensions de 105 x 67m. El primer partit que va hostatjar fou contra la SD Deusto.